# Ruus al-Dżibal
Ruus al-Dżibal (ang. Ruus al Jibal) – część terytorium Omanu nad cieśniną Ormuz, otoczona od strony lądu przez terytorium Zjednoczonych Emiratów Arabskich.